# Viliame Mata
Viliame Sevaka Mata (Nakelo, 22 de outubro de 1991) é um jogador de rugby fijiano, que joga na posição de Flanker ou Lock.

## Carreira

### Rio 2016
Fez parte do elenco da Seleção de Rugbi de Sevens de Fiji, no Rio, conquistando a medalha de ouro.